# Аналитическая теория дифференциальных уравнений
Аналитическая теория дифференциальных уравнений — раздел теории обыкновенных дифференциальных уравнений, в котором решения исследуются с точки зрения теории аналитических функций.
Типичная постановка задачи: дан класс дифференциальных уравнений, все решения которых — аналитические функции одной переменной, требуется выяснить, какими специфическими свойствами обладают эти функции.

## История теории
Аналитическая теория дифференциальных уравнений стала развиваться в начале XIX века на основе развитых методов теории функций комплексного переменного. Многие понятия и методы сформулированы в рамках классического анализа XVIII — начала XIX века, но получили отдельное название.
Окончательное оформление аналитическая теория получила в работах Ш. Брио, Ж. Буке, Б. Римана и Л. Фукса.

## Основные понятия
- Решение дифференциального уравнения — функция, при подстановке которой и её производных исходное уравнение становится тождеством.
- Частное решение — решение, которое в каждой точке сохраняет единственность.
- Общее решение (общий интеграл) — решение, из которого можно получить частные решения.
- Произвольные постоянные — параметры, число которых равно порядку дифференциального уравнения.

## Метод решения
В аналитической теории дифференциальных уравнений используются, например:
- Метод разделения переменных — решение уравнения сводится к решению вспомогательных задач для уравнений с меньшим числом переменных.
- Метод нормальных форм — позволяет привести дифференциальное уравнение к простейшему виду в окрестности особой точки.[2]

## Примеры задач
- Задача Коши — найти интегральную кривую дифференциального уравнения, которая проходит через заданную точку.
- Задача о движении материальной точки — решить дифференциальное уравнение, описывающее движение, и зафиксировать произвольные постоянные, задав начальный путь и начальную скорость. Окончательное оформление аналитическая теория получила в работах Ш. Брио, Ж. Буке, Б. Римана и Л. Фукса.